# Spore Hero Arena
Spore Hero Arena est un jeu d'action-aventure de science-fiction pour la Nintendo DS et est un spin-off de Spore Hero sorti en Amérique du Nord le 6 octobre 2009 et dans le monde entier le 8 octobre. Ce jeu est le deuxième jeu Spore pour la Nintendo DS et se concentre davantage sur le combat que son prédécesseur, Spore Creatures. Les créatures sont désormais rendues en 3D et le système de conception des créatures a été remanié. Les fonctions en ligne / multijoueur ont été fermées le 30 juin 2014 soit environ 5 ans après la sortie du jeu.

## Système de jeu
Spore Hero Arena permet au joueur de se jouer dans différents environnements avec des éléments d'exploration et de résolution d'énigmes. Sur chaque planète, il y a quatre éclats bleus à collecter en effectuant certaines missions ou tâches assignées au joueur par les créatures qui habitent ce monde. Ces missions peuvent varier en allant d'une mission pour protéger une créature, à une mission avec des courses à gagner ou des batailles dans différentes arènes. Une fois que le joueur a obtenu les quatre éclats, une bataille peut être lancée avec une créature spécifique à l'avant de l'arène du champion. Le travail du joueur est d'entrer et de combattre le champion pour obtenir les fragments rouges maléfiques.
Le mode de combat principal se déroule dans une arène descendante. Les joueurs contrôlent leur créature à la fois en mode exploration et en mode bataille via l'écran tactile et attaquent en utilisant le pavé directionnel ou les boutons A, B, X, Y bien qu'il existe une option pour avoir le mouvement de contrôle du pavé directionnel. Le joueur peut définir trois types différents de pouvoirs bio (attaques spéciales) à utiliser dans une bataille, qui peuvent être utilisés en appuyant sur le bouton L ou R et en appuyant sur l'une des trois options à l'aide du stylet lorsque la jauge de bio-puissance est remplie. Les trois types de bio-puissance se concentrent sur l'élimination d'un ennemi, endommageant plusieurs ennemis et affectant le champ respectivement, et il en existe plusieurs pour chaque type. Il existe plusieurs modes de batailles, y compris le chacun pour soi, où les joueurs se battent pour faire sortir leurs adversaires de l'arène qui rappelle le sumo, et un mode capture du drapeau dans lequel les joueurs tentent d'obtenir un œuf. Bien que le joueur ait une barre de santé, elle est similaire à celle de Super Smash Bros. car elle n'affecte que le recul lorsqu'il est poussé. Des objets peuvent être récupérés pour obtenir des bonus tels que des restaurations de santé, des réducteurs de recul, une défense accrue et un accès instantané à l'utilisation d'un bio-pouvoir.
Comme la plupart des jeux Spore, il existe une fonction de personnalisation des créatures. Les joueurs peuvent choisir la forme de corps qu'ils veulent que leur créature ait, puis sont autorisés à personnaliser leur couleur et leur motif, et à ajouter, faire pivoter et redimensionner des parties de leur créature telles que la bouche, les jambes, les bras, les oreilles et d'autres décorations qui affectent tous les statistiques de leur créature au combat ainsi qu'en mode exploration. Ils sont également autorisés à choisir les trois bio-pouvoirs que la créature peut utiliser au combat. Jusqu'à cinquante créatures personnalisées peuvent être enregistrées dans la Sporepedia.

## Accueil
| Site       | Note |
| ---------- | ---- |
| Metacritic | 49%  |
| IGN        | 3.8  |

IGN a attribué à Spore Hero Arena une note de 3,8 sur 10 et la note moyenne sur Metacritic du jeu est 49%, indiquant des critiques défavorables.